# Santana do São Francisco
Santana do São Francisco est une municipalité brésilienne située dans l'État du Sergipe.